# Dariusz Ilnicki
Dariusz Piotr Ilnicki – polski geograf, dr hab. nauk o Ziemi, adiunkt Instytutu Geografii i Rozwoju Regionalnego i prodziekan Wydziału Nauk o Ziemi i Kształtowania Środowiska Uniwersytetu Wrocławskiego.

## Życiorys
24 czerwca 1999 obronił pracę doktorską Poziom i jakość życia ludności Dolnego Śląska ze szczególnym uwzględnieniem warunków mieszkaniowych, 19 listopada 2010 habilitował się na podstawie pracy zatytułowanej Przestrzenne zróżnicowanie poziomu rozwoju usług w Polsce. Teoretyczne i praktyczne uwarunkowania badań. Został zatrudniony na stanowisku profesora nadzwyczajnego w Instytucie Turystyki i Rekreacji na Wydziale Wychowania Fizycznego Akademii Wychowania Fizycznego we Wrocławiu.
Piastuje funkcję adiunkta w Instytucie Geografii i Rozwoju Regionalnego, oraz piastował funkcję prodziekana na Wydziale Nauk o Ziemi i Kształtowania Środowiska Uniwersytetu Wrocławskiego.